# Sent Pau de Dacs
Sent Pau d'Acs (en francès Saint-Paul-lès-Dax) és un municipi francès situat al departament de les Landes i a la regió de la Nova Aquitània.

## Demografia
| 1962                                       | 1968  | 1975  | 1982  | 1990  | 1999   | 2007   |
| ------------------------------------------ | ----- | ----- | ----- | ----- | ------ | ------ |
| 5.037                                      | 5.795 | 8.220 | 9.028 | 9.452 | 10.228 | 12.025 |
| Des de 1962: població sense dobles comptes |       |       |       |       |        |        |

## Administració
| Període   | Identitat            | Partit |
| --------- | -------------------- | ------ |
| 1965-1980 | Henri Lavielle       | PS     |
| 1980-2001 | Jean-Pierre Penicaut | PS     |
| 2001-     | Danielle Michel      | PS     |

## Agermanaments
- Caldes de Montbui
- Amares